# Vijay Amritraj
Cette page contient des caractères spéciaux ou non latins. S’ils s’affichent mal (▯, ?, etc.), consultez la page d’aide Unicode.
Ne pas confondre avec son fils Prakash Amritraj
Pour les articles homonymes, voir Amritraj.
Vijay Amritraj (en tamoul : விஜய் அம்ரித்ராஜ்), né le 14 décembre 1953 à Madras, est un joueur indien de tennis. Il possède l'un des palmarès les plus importants parmi les joueurs provenant du continent asiatique à ce jour. Il a également à son actif une courte carrière d'acteur.

## Carrière tennistique
Dès 1973, alors qu'il n'a pas encore 20 ans, il remporte quatre titres et s'offre une victoire prestigieuse sur Jimmy Connors en finale du tournoi de Bretton Woods. Cette même année, il atteint les quarts de finale à Wimbledon, battu par le futur lauréat du tournoi Jan Kodeš au terme d'un match héroïque (6-4 3-6 4-6 6-3 7-5). Il parvient au même stade à l'US Open (Forest Hills) où il perd plus sèchement contre le vétéran australien Ken Rosewall (6-4 6-3 6-3). Il se hisse encore en quart de finale en 1974 à l'US Open toujours contre Rosewall sur un score plus honorable (2-6 6-3 6-3 6-2). Ces deux tournois du Grand Chelem se jouaient sur herbe. Vijay Amritraj aimait particulièrement cette surface sur laquelle il a décroché la plupart de ses titres.
En 1974 toujours, il est vainqueur avec l'équipe d'Inde de Coupe Davis des finales de zone Est et inter-zone asiatique face à l'Union soviétique (considérée comme une demi-finale, avec Jasjit Singh et son frère Anand), avant que son pays ne déclare forfait pour une finale face à l'Afrique du Sud à Johannesburg (pour cause d'apartheid).
Le joueur indien a à son actif deux victoires de prestige sur Björn Borg, la première en 1974 à l'US Open organisé sur gazon (6-1 7-6 3-6 1-6 6-2), la seconde un an plus tard à Charlotte en Caroline du Nord où le Suédois fut battu plus sèchement (6-2 6-2). En 1979 à Wimbledon, Vijay Amritraj passe à deux points du match, toujours contre Björn Borg qui était alors triple tenant du titre (2-6 6-4 4-6 7-6 6-2). En 1981, toujours dans le tournoi londonien, il est battu de justesse en quart de finale par Jimmy Connors alors qu'il menait deux sets à rien (2-6 5-7 6-4 6-3 6-2). Vijay Amritraj est parmi les trois seuls joueurs à avoir vaincu John McEnroe en 1984, exploit qu'il réussit à Cincinnati sur une surface rapide (6-7 6-2 6-3).
Il remporte les Internationaux d'Inde à 4 reprises (record), en 1973, 1975, 1977 et 1979.
Durant la plupart des années 1970 et 80, il sera le capitaine de l'équipe indienne de tennis de Coupe Davis. Il fut d'ailleurs finaliste de cette compétition en 1987 comme tel.
Le bilan de sa carrière est de 21 titres en simple, et 13 titres en double principalement avec son frère Anand. Il atteint la 16e place mondiale, son meilleur classement, en 1980.

## L'après carrière
Vijay Amritraj a également touché au monde du cinéma. Il est notamment apparu dans le James Bond Octopussy (1983) et dans Star Trek 4 : Retour sur Terre (1986). Il est devenu par la suite commentateur sportif pour Fox Sports et STAR TV et a fait partie du comité du jugement pour l'élection de Miss Univers. Il est le propriétaire d'une société dénommée First Serve Entertainment, spécialisée dans la production audiovisuelle. En 1990, il publie son autobiographie en collaboration avec Richard Evans intitulée Vijay! The Autobiography of Vijay Amritraj.

### Filmographie

#### Comme acteur
Cinéma
- 1983 : Octopussy de John Glen : Vijay
- 1985 : American Ninja de Sam Firstenberg : Rankin
- 1986 : Star Trek 4 : Retour sur Terre de Leonard Nimoy : capitaine de vaisseau
- sortie à venir : Of God and Kings de Joe Estevez : le duc Bora Swain

Télévision
- 1986 : The Last Precinct (série télévisée) : Alphabet
- 1986-1987 : What a Country! (en) (série télévisée) : Ali Nadeem
- 1996 : Local Heroes (en) (série télévisée), épisode Not the Booth Who Shot Lincoln : Haji
- 2001 : Walker, Texas Ranger (série télévisée), saison 9, épisode Ennemis jurés (Partie 1) : le docteur

#### Comme producteur
Vijay Amritraj a également participé à la production de plusieurs films ou autres productions audiovisuelles, de notoriété limitée :
- 1984 : Fleshburn de George Gage
- 1985 : School Spirit d'Alan Holleb
- 1999 : Love You Hamesha de Kailash Surendranath (en)
- 2012 : Dimensions (talk-show de CNN)
- 2012 : Gummibär: The Yummy Gummy Search for Santa (vidéo) de Bernie Denk et Jürgen Korduletsch
- 2018 : Untogether d'Emma Forrest (en)

### Engagement humanitaire
Vijay Amritraj est nommé en 2001 "ambassadeur de la paix de l'Organisation des Nations unies". Il fonde cinq ans plus tard une fondation ("The Vijay Amritraj Foundation") dans le but d'aider les victimes de la pauvreté et de la maladie en Inde. Son initiative rencontre un franc succès et reçoit un soutien important des associations caritatives déjà implantées en Inde. De nombreuses personnalités ont apporté leur aide à la fondation : parmi elles George H. W. Bush, Kobe Bryant, Chuck Norris et Shashi Tharoor (sous secrétaire général à l'ONU),.

## Vie privée
Avec son épouse, Shyamala, il a eu deux fils, Prakash et Vikram. Prakash Amritraj est également joueur de tennis mais n'a pas atteint le niveau de son père.
Il a deux frères qui ont également été joueurs de tennis de haut niveau : Anand Amritraj, avec qui il a joué en double, et Ashok Amritraj (en), qui est ensuite devenu producteur de films.

## Titres et finales non recensés par l'ATP

### Titres en simple
| N. | Année | Date            | Tournoi                                              | Surface      | Adversaire en Finale | Score               |
| -- | ----- | --------------- | ---------------------------------------------------- | ------------ | -------------------- | ------------------- |
| 1  | 1973  | 10-15 avril     | **Hong Kong Invitational Tennis Classic (Chine)      | ?            | John Cooper          | 7-9 6-2 4-6 6-4 6-3 |
| 2  | 1973  | 4-9 juin        | *Chichester Rothmans Open (Angleterre)               | Gazon        | Doug Crawford        | 6-1 7-6             |
| 3  | 1975  | 13-15 septembre | **Charlotte The Carolines International (États-Unis) | Terre battue | Ilie Năstase         | 3-6 7-5 7-5         |
| 4  | 1984  | 21 mai          | *Houston River Oaks (États-Unis)1                    | Dur          | Leif Shiras          | 7-5 4-6 7-6         |
| 5  | 1988  | 9-15 août       | *New Haven Pilot Pen Open (États-Unis)1              | Dur          | Ali Zeeshan          | 6-3 6-1             |

* Tournoi Challenger.

### Finales en simple
| N. | Année | Date           | Tournoi                                     | Surface      | Adversaire en Finale | Score               |
| -- | ----- | -------------- | ------------------------------------------- | ------------ | -------------------- | ------------------- |
| 3  | 1975  | 25-30 novembre | **New Delhi Indian Tennis Tournament (Inde) | Terre battue | Tom Gorman           | 4-6 6-4 6-4         |
| 9  | 1981  | 2-8 mars       | *Salisbury/WCT Invitational (États-Unis)    | Moquette     | Bill Scanlon         | 3-6 6-2 6-4 3-6 6-4 |

## Parcours dans les tournois duGrand Chelem

### En simple
| Année | Open d'Australie | Open d'Australie | Internationaux de France | Internationaux de France | Wimbledon       | Wimbledon    | US Open         | US Open       | Open d'Australie | Open d'Australie |
| ----- | ---------------- | ---------------- | ------------------------ | ------------------------ | --------------- | ------------ | --------------- | ------------- | ---------------- | ---------------- |
| 1972  | —                | —                | —                        | —                        | 2e tour (1/32)  | J. McManus   | 1er tour (1/64) | V. Gerulaitis | n.o.             | n.o.             |
| 1973  | —                | —                | —                        | —                        | 1/4 de finale   | J. Kodeš     | 1/4 de finale   | K. Rosewall   | n.o.             | n.o.             |
| 1974  | —                | —                | 3e tour (1/16)           | J. Kodeš                 | 2e tour (1/32)  | K. Rosewall  | 1/4 de finale   | K. Rosewall   | n.o.             | n.o.             |
| 1975  | —                | —                | —                        | —                        | 2e tour (1/32)  | J. Connors   | 2e tour (1/32)  | A. Ashe       | n.o.             | n.o.             |
| 1976  | —                | —                | —                        | —                        | 2e tour (1/32)  | C. Pasarell  | 1er tour (1/64) | K. Warwick    | n.o.             | n.o.             |
| 1977  | —                | —                | —                        | —                        | 2e tour (1/32)  | N. Pilić     | 1er tour (1/64) | F. Stolle     | —                | —                |
| 1978  | n.o.             | n.o.             | —                        | —                        | 2e tour (1/32)  | P. Dent      | 1er tour (1/64) | D. Stockton   | —                | —                |
| 1979  | n.o.             | n.o.             | —                        | —                        | 2e tour (1/32)  | B. Borg      | 2e tour (1/32)  | J. Connors    | —                | —                |
| 1980  | n.o.             | n.o.             | —                        | —                        | 1er tour (1/64) | J. L. Clerc  | 3e tour (1/16)  | B. Teacher    | —                | —                |
| 1981  | n.o.             | n.o.             | —                        | —                        | 1/4 de finale   | J. Connors   | 3e tour (1/16)  | E. Teltscher  | —                | —                |
| 1982  | n.o.             | n.o.             | —                        | —                        | 3e tour (1/16)  | R. Tanner    | —               | —             | —                | —                |
| 1983  | n.o.             | n.o.             | —                        | —                        | 1er tour (1/64) | M. Edmondson | —               | —             | 1er tour (1/64)  | M. Kratzmann     |
| 1984  | n.o.             | n.o.             | —                        | —                        | 1er tour (1/64) | H. Schwaier  | 2e tour (1/32)  | K. Flach      | 2e tour (1/32)   | G. Forget        |
| 1985  | n.o.             | n.o.             | —                        | —                        | 1/8 de finale   | H. Günthardt | 1er tour (1/64) | M. Wilander   | —                | —                |
| 1986  | n.o.             | n.o.             | —                        | —                        | 1er tour (1/64) | W. Fibak     | —               | —             | n.o.             | n.o.             |
| 1987  | —                | —                | —                        | —                        | 2e tour (1/32)  | S. Davis     | —               | —             | n.o.             | n.o.             |
| 1988  | —                | —                | —                        | —                        | —               | —            | —               | —             | n.o.             | n.o.             |
| 1989  | —                | —                | —                        | —                        | —               | —            | —               | —             | n.o.             | n.o.             |
| 1990  | —                | —                | —                        | —                        | 1er tour (1/64) | J. Rive      | —               | —             | n.o.             | n.o.             |

N.B. : à droite du résultat se trouve le nom de l'ultime adversaire.

### En double
| Année | Open d'Australie | Open d'Australie | Internationaux de France    | Internationaux de France | Wimbledon                   | Wimbledon                 | US Open                     | US Open                     | Open d'Australie       | Open d'Australie       |
| ----- | ---------------- | ---------------- | --------------------------- | ------------------------ | --------------------------- | ------------------------- | --------------------------- | --------------------------- | ---------------------- | ---------------------- |
| 1972  | —                | —                | —                           | —                        | 1er tour (1/32) A. Amritraj | P. Cornejo J. Fillol      | 1er tour (1/32) A. Amritraj | O. Davidson J. Newcombe     | n.o.                   | n.o.                   |
| 1973  | —                | —                | —                           | —                        | 1er tour (1/32) A. Amritraj | D. Joubert B. Mitton      | 1/4 de finale A. Amritraj   | T. Okker M. Riessen         | n.o.                   | n.o.                   |
| 1974  | —                | —                | 1er tour (1/32) A. Amritraj | J. Kodeš V. Zedník       | 1er tour (1/32) A. Amritraj | J. Connors I. Năstase     | 1/8 de finale A. Amritraj   | R. Case G. Masters          | n.o.                   | n.o.                   |
| 1975  | —                | —                | —                           | —                        | 2e tour (1/16) A. Amritraj  | R. Case G. Masters        | 2e tour (1/16) A. Amritraj  | B. Gottfried R. Ramírez     | n.o.                   | n.o.                   |
| 1976  | —                | —                | —                           | —                        | 1/2 finale A. Amritraj      | B. Gottfried R. Ramírez   | 1/4 de finale A. Amritraj   | M. Riessen T. Okker         | n.o.                   | n.o.                   |
| 1977  | —                | —                | —                           | —                        | 2e tour (1/16) A. Amritraj  | D. Bohrnstedt M. Machette | 1/8 de finale A. Amritraj   | R. Ramírez B. Gottfried     | —                      | —                      |
| 1978  | n.o.             | n.o.             | —                           | —                        | 1/8 de finale A. Amritraj   | F. McNair R. Ramírez      | 1er tour (1/32) A. Amritraj | T. Šmíd H. Günthardt        | —                      | —                      |
| 1979  | n.o.             | n.o.             | —                           | —                        | 2e tour (1/16) A. Amritraj  | S. Mayer G. Mayer         | 1er tour (1/32) G. Mayer    | J. García-Requena B. Kleege | —                      | —                      |
| 1980  | n.o.             | n.o.             | —                           | —                        | 1/8 de finale A. Amritraj   | R. Ramírez B. Gottfried   | 1er tour (1/32) A. Amritraj | E. Fromm                    | —                      | —                      |
| 1981  | n.o.             | n.o.             | —                           | —                        | 1/4 de finale A. Amritraj   | P. Fleming J. McEnroe     | 2e tour (1/16) A. Amritraj  | F. Buehning F. Taygan       | —                      | —                      |
| 1982  | n.o.             | n.o.             | —                           | —                        | —                           | —                         | —                           | —                           | —                      | —                      |
| 1983  | n.o.             | n.o.             | —                           | —                        | 2e tour (1/16) R. Tanner    | A. Järryd H. Simonsson    | 2e tour (1/16) A. Amritraj  | S. Mayer F. Taygan          | —                      | —                      |
| 1984  | n.o.             | n.o.             | —                           | —                        | 1er tour (1/32) A. Amritraj | B. Dyke W. Masur          | —                           | —                           | 1/8 de finale I. Lendl | J. Nyström M. Wilander |
| 1985  | n.o.             | n.o.             | —                           | —                        | 1/8 de finale J. Lloyd      | H. Günthardt B. Taróczy   | 1er tour (1/32) J. Sadri    | Ti. Gullikson To. Gullikson | —                      | —                      |
| 1986  | n.o.             | n.o.             | —                           | —                        | 2e tour (1/16) A. Amritraj  | G. Donnelly P. Fleming    | —                           | —                           | n.o.                   | n.o.                   |
| 1987  | —                | —                | —                           | —                        | —                           | —                         | —                           | —                           | n.o.                   | n.o.                   |
| 1988  | —                | —                | —                           | —                        | —                           | —                         | —                           | —                           | n.o.                   | n.o.                   |
| 1989  | —                | —                | —                           | —                        | 2e tour (1/16) C. Bailey    | P. Doohan L. Warder       | —                           | —                           | n.o.                   | n.o.                   |

N.B. : le nom du ou de la partenaire se trouve sous le résultat ; le nom des ultimes adversaires se trouve à droite.